# Lubotyń (jezioro)
Lubotyń – jezioro w woj. wielkopolskim, w pow. kolskim, w gminie Babiak, leżące na terenie Pojezierza Kujawskiego.

## Charakterystyka
Jezioro rynnowe w dorzeczu Noteci, położone 8 km na wschód od Sompolna i 11 km na zachód od Izbicy Kujawskiej. Brzegi o zróżnicowanej wysokości, częściowo zalesione. Przy północnym brzegu jeziora leży wieś Lubotyń.

## Morfometria
Powierzchnia zwierciadła wody według różnych źródeł wynosi od 105,0 ha do 106,1 ha. Zwierciadło wody położone jest na wysokości 97,6 m n.p.m. lub 98,0 m n.p.m. Średnia głębokość jeziora wynosi 7,1 m, natomiast głębokość maksymalna 13,3 m.
W oparciu o badania przeprowadzone w 2005 roku wody jeziora zaliczono do II klasy czystości.

## Hydronimia
Według urzędowego spisu opracowanego przez Komisję Nazw Miejscowości i Obiektów Fizjograficznych (KNMiOF) nazwa tego jeziora to Lubotyń. W różnych publikacjach i na mapach topograficznych jezioro to występuje pod nazwą Jezioro Lubotyńskie.

## Ochrona przyrody
W zachodniej linii brzegowej jeziora stwierdzono występowanie trzech objętych ochroną ścisłą gatunków storczyków. Należą do nich: kukułka plamista Dactylorhiza maculata, kukułka szerokolistna Dactylorhiza majalis i kukułka krwista Dactylorhiza incarnata. Ponadto w linii brzegowej występuje objęta ochroną częściową  pierwiosnka lekarska Primula veris, zaś na jeziorze chroniony ściśle grążel żółty Nuphar lutea.
Na jeziorze i w jego linii brzegowej gniazdują takie gatunki ptaków jak: perkoz dwuczuby, łabędź niemy, gęgawa, błotniak stawowy, myszołów, łyska, grzywacz, sójka, kormoran czy wrona.